# 파루크시야르
파루크시야르(Farrukhsiyar, 1685년 8월 20일 ~ 1719년 4월 19일)는 무굴 제국의 제9대 황제(재위: 1713년 ~ 1719년)이다.
| 전임 자한다르 샤 | 제9대 인도 무굴 제국 황제 1713년 1월 11일 ~ 1719년 2월 28일 | 후임 샤 자한 2세 |